# 国王与小鸟
《国王与小鸟》（法語：Le Roi et l'Oiseau）是1980年上映的一部法国动画电影长片。该片是根据汉斯·克里斯蒂安·安徒生的童话《牧羊女与扫烟囱少年》改编的，由法国动画家Paul Grimault导演。
Grimault从1948年开始制作该片，它的最初片名是La Bergère et le Ramoneur（牧羊女与扫烟囱的）。由于1952年Grimault的合作伙伴违背他的意愿放映了尚未完成的该片，他与合作伙伴的关系破裂，也导致了该片的制作停止。直到1967年Grimault才从新开始制作。1980年，该片以《国王与小鸟》的片名发行。

## 外部連結
- 互联网电影数据库（IMDb）上《La Bergère et le Ramoneur》的资料（英文）
- 互联网电影数据库（IMDb）上《Le Roi et l'Oiseau》的资料（英文）